# Gianfranco De Bernardi
Gianfranco De Bernardi (Busto Arsizio, 1º marzo 1945) è un ex calciatore italiano.

## Carriera
Esordisce in Serie B con la squadra della sua città, la Pro Patria, non ancora diciottenne a fianco del cannoniere Muzzio che giocherà con lui anche in futuro, sotto la guida tecnica di Franco Pedroni.
Di lui si interessa Paolo Mazza della SPAL che vuole dare a Fabbri i migliori giovani che può rastrellare sul mercato per le sue formazioni De Martino e Primavera.
Esordisce in Serie A il 27 ottobre 1963 in un derby casalingo contro i futuri campioni d'Italia del Bologna. In quel campionato scende in campo 4 volte ma iniziano alcuni acciacchi che lo perseguiteranno per tutta la sua breve carriera.
Retrocessa la SPAL in Serie B, De Bernardi inizia come titolare a diciannove anni. Vince anche, sempre con Fabbri allenatore, lo scudetto Primavera accanto ad altri calciatori, nati tra il 1945 ed il 1947, che poi esordiranno tutti in prima squadra come Capello, Pasetti, Moretti, Pezzato, Bertuccioli e Reja.
De Bernardi seguita però ad avere problemi fisici che lo fanno spesso allontanare dall'orbita della prima squadra. Promossa la SPAL in Serie A, viene ceduto in prestito alla Reggiana, in Serie B, dove gioca una manciata di partite. Le sue prestazioni verranno sempre limitate dagli infortuni.
Tornato alla SPAL nel 1967, viene impiegato nel campionato De Martino che vede la SPAL ancora una volta aggiudicarsi lo scudetto. A fine campionato Petagna tenta anche un rilancio di De Bernardi in Serie A, schierandolo 3 volte ma la SPAL retrocede. L'ultima partita di De Bernardi in Serie A è quella del 28 aprile 1968 nella gara interna vinta contro l'Atalanta.
Torna poi di nuovo in C con la Del Duca Ascoli assieme a Moretti, anch'egli con la carriera stroncata da un grave infortunio, per poi passare di nuovo alla Pro Patria e chiudere nel 1972, a soli 27 anni, la sua carriera.
Ritiratosi dal calcio si è stabilito in provincia di Ferrara.